# Kunheim & Co.
Die Firma Kunheim & Co. war ein 1826 gegründetes Chemieunternehmen mit Hauptsitz in Berlin, das fast 100 Jahre als privates Unternehmen existierte und dann in eine Aktiengesellschaft umgewandelt wurde.

## Geschichte

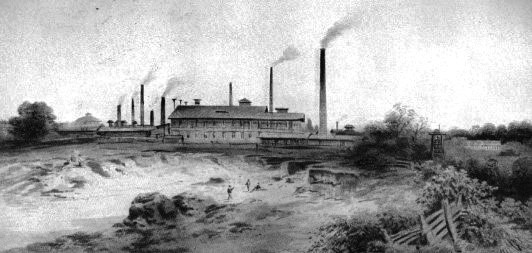
Kunheim & Co. in der Bergmannstraße am Kreuzberg

1826 gründeten der Berliner Kaufmann Samuel Heinrich Kunheim und sein Freund, der Bankier Samuel Bacher Berend, unter Einbeziehung des Chemikers Sigismund Friedrich Hermbstädt, die Firma „S. B. Berend“ am Molkenmarkt 6. Sie begannen mit der Essigfabrikation. Ab 1829 führte Kunheim die Firma als „S. H. Kunheim“ allein weiter und verlegte die Produktion für Holzessig, Essigsäure und verschiedene Salze, Bleisalze, Glaubersalz, Salzsäure, Produkte der Knochenbrennerei und Seife in die Neue Königstraße 30. 1831 wurde die Produktion in die Lindenstraße 75 verlegt und 1837 in die Lindenstraße 14. Nachdem sein Sohn, der Chemiker Louis Kunheim, 1834 als Teilhaber in die Firma eingetreten war, firmierte sie als „Kunheim & Co.“. Gleichzeitig wurde ein Grundstück auf dem Kreuzberg, in der Bergmannstraße 2 (später: Nr. 26–38), nahe dem Halleschen Tor, für 12.500 Taler erworben. Dort begann 1841 der Bau einer neuen Fabrik. Nach der Einführung der Gasbeleuchtung der Straßen, begann Kunheim von den Berliner Gasanstalten und darüber hinaus die anfallenden Abfallstoffe zu übernehmen und zu verarbeiten. 1844 stellte die Firma ihre Produkte auf der Berliner Gewerbe-Ausstellung aus.
1851 kaufte die Firma das stillgelegten Alaunwerk in Freienwalde. Nachdem der Alaunbergbau 1857 eingestellt worden war, wurde das Werk 1862 in eine Ziegelei umgewandelt.
1865 wurde Louis Kunheims Sohn, der Chemiker Hugo Kunheim, Teilhaber der Firma. Neben der Herstellung von Ammoniak und Ammoniakverbindungen begann man mit der Produktion von Cyan (als Abfallprodukt des Leuchtgases) und aus diesem Ausgangsstoff des anorganischen Farbstoffs Berliner Blau. Bis dahin wurden Cyanverbindungen vornehmlich aus tierischen Abfällen mit den Bezeichnungen „Gelbes Blutlaugensalz“ und „Rotes Blutlaugensalz“ für Cyansalze hergestellt. 1870 folgte die Gründung einer Zweigniederlassung in der Gemarkung Bückgen in der Niederlausitz. Es wurden 300 Morgen Kohlenfelder der „Grube Ilse“ erworben. Nach Plänen von Knoblauch & Wex wurden dort diverse Bauten errichtet. 1872 baute man eine Ziegelei und in den Jahren 1879/1880 wurde die Brikettfabrik errichtet.

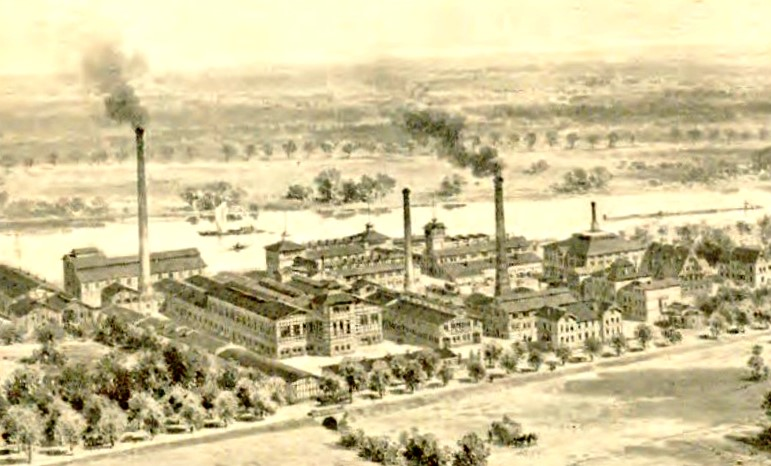
Kunheim & Co. in Niederschöneweide, Werk Kanne

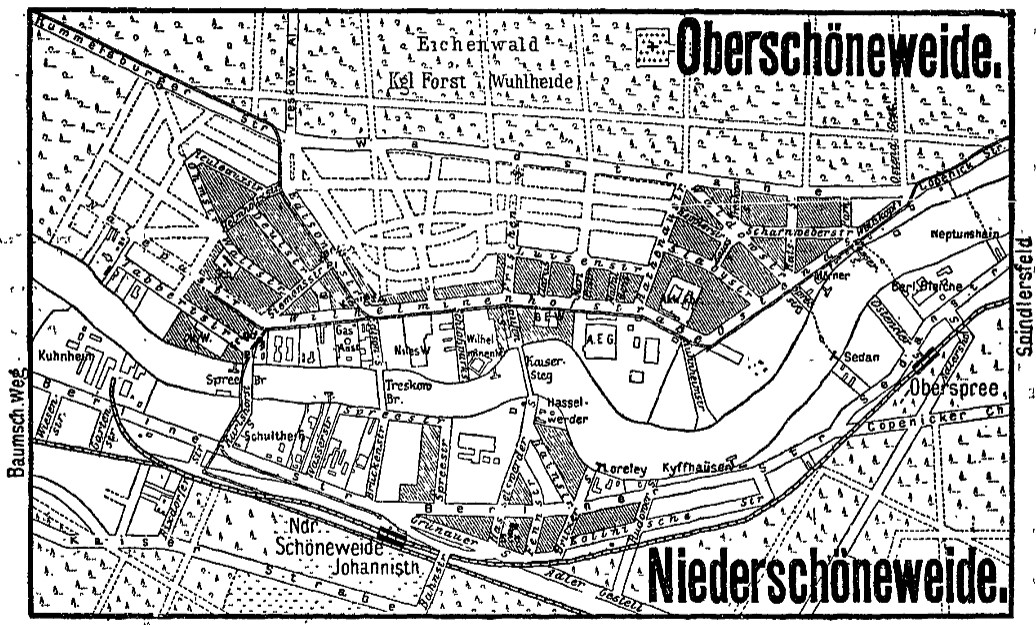
Kunheim & Co. in Niederschöneweide, Lageplan von 1907

1870 wurde auch ein Gelände in Niederschöneweide erworben und 1871 begann der Bau einer neuen Fabrik, ebenfalls von Knoblauch & Wex, das sogenannte „Werk Kanne“. 1876 machte die Firma auf der Weltausstellung in Philadelphia auf sich aufmerksam.
Nach dem Tod von Louis Kunheim im Jahr 1878 übernahm Hugo Kunheim das Unternehmen. Er verlegte um 1881 das Zentralbüro in die Lindenstraße 23, gründete im selben Jahr zusammen mit Wilhelm Raydt die „AG für Kohlensäure-Industrie“ in Berlin, die in der 1883 errichteten Fabrik in Niederschöneweide flüssige Kohlensäure in großem Umfang herstellte und vollendete bis 1884 den Umzug der Fabrik von der Bergmannstraße nach Niederschöneweide, sodass 1885 dort die volle Produktion anlaufen konnte. 1888 wurde die „Grube Ilse“ in eine chemische Fabrik und die „Ilse Bergbau AG“ aufgeteilt, wobei deren Aktien zum überwiegenden Teil im Besitz der Familie Kunheim blieben. 1890 zog das Zentralbüro in das von der Firma erworbene und umgebaute Haus Dorotheenstraße 32. Auch an der Berliner Gewerbeausstellung im Jahr 1896 beteiligt sich die Firma.
Nach dem Tod Hugo Kunheims im Jahr 1897 ging das Unternehmen an die Kunheim'schen Erben und ab 1901 hatte Erich Kunheim, Urenkel des Firmengründers, die alleinige Leitung. Im Frühjahr 1903 weitete die Firma ihren Wirkungskreis nach Süddeutschland aus und erwarb die „Aktiengesellschaft für Chemische Industrie“ in Rheinau (Mannheim) zum Kaufpreis von 1.885.000 Mark. Diese wurde als „Kunheim & Co., Rheinau“ weitergeführt.
Eine weitere Erweiterung des Betriebes erfolgte 1911 durch den Kauf der Schwefelsäurefabrik in Wildau, die 1921 geschlossen wurde. Als Erich Kunheim 1921 starb, war „Kunheim & Co.“ das letzte große Chemie-Unternehmen in privater Hand, aber infolge der wirtschaftlichen Schwierigkeiten, mussten seine Erben die Firma am 1. Januar 1922 in die Aktiengesellschaft „Chemische Fabriken Kunheim u. Co. AG“ umwandeln. 1925 folgte die Fusion mit der „Rhenania AG“ zur „Rhenania-Kunheim Verein Chemischer Fabriken AG“ und am 6. September 1928 die Fusion mit den „Kali-Werken Sachsen-Anhalt“, um das für die Sodaherstellung erforderliche Steinsalz unter ein Dach zu bekommen, zu dem Großunternehmen „Kali-Chemie AG“, das seinen Sitz weiterhin in Berlin hatte.
Nach dem Zweiten Weltkrieg wurde die „Kali-Chemie AG“ zum Volkseigentum erklärt und in die „VEB Kali-Chemie“ überführt. Nachdem die Mauer gefallen war, ging die Firma schließlich in unterschiedliche Nachfolgeunternehmen über.